# مارسيل بويس
مارسيل بويس (بالفرنسية: Marcel Buysse)‏ (و. 1889 – 1939 م) هو راكب دراجة هوائية بلجيكي، شارك في طواف فرنسا، توفي في غنت، عن عمر يناهز 50 عاماً.

## سباقات أو مراحل فاز بها
| التاريخ       | السباق                       | المركز                  |
| ------------- | ---------------------------- | ----------------------- |
| 01 يناير 1909 | كامبيونشاب فان فلانديرن 1909 | المركز الثالث           |
| 11 مايو 1913  | طواف بلجيكا 1913             | المركز الثالث           |
| 27 يوليو 1913 | سباق طواف فرنسا 1913         | المركز الثالث           |
| 22 مارس 1914  | طواف فلاندرز 1914            | الفائز في التصنيف العام |
| 17 مايو 1914  | 1914 Bordeaux–Paris          | المركز الثاني           |
| 08 يونيو 1919 | طواف إيطاليا 1919            | المركز الثالث           |
| 21 يوليو 1919 | شيلدبرايش 1919               | المركز الثالث           |
| 01 يناير 1921 | كامبيونشاب فان فلانديرن 1921 | المركز الثاني           |
| 01 يناير 1949 | Tour de l'Ouest 1949         | المركز الثالث           |

## روابط خارجية
- مارسيل بويس على موقع أرشيف الدراجات (الإنجليزية)
- مارسيل بويس على موقع إحصائيات الدراجات الإحترافية (الإنجليزية)
- مارسيل بويس على موقع CycleBase (الإنجليزية)